# Friedrich Seger
Pour les articles homonymes, voir Seger.
 (janvier 2010).
Si vous disposez d'ouvrages ou d'articles de référence ou si vous connaissez des sites web de qualité traitant du thème abordé ici, merci de compléter l'article en donnant les références utiles à sa vérifiabilité et en les liant à la section « Notes et références ».
Friedrich Seger était un homme politique social-démocrate et journaliste allemand né le 25 février 1867 à Wollbach, Grand-duché de Bade et mort le 29 avril 1928 à Leipzig.
Seger a rejoint le SPD (parti social-démocrate d'Allemagne) en 1884. De 1901 à 1928, il est rédacteur au Leipziger Volkszeitung (journal populaire de Leipzig), quotidien social-démocrate porte-voix des partis de gauche. Après la division du parti relative aux problèmes soulevés par la guerre de 14-18 (trêve, crédits militaires,...), Seger rejoint le tout nouveau USPD (Parti social-démocrate indépendant d'Allemagne) en 1917 en tant qu'expert des questions de politique communale. À Leipzig, il est, avec Richard Lipinski, l'un des piliers du parti.
Cependant, en 1920, l'USPD s'allie au KPD (parti communiste allemand), ce que n'accepte pas Seger qui retourne au SPD. Il y occupera jusqu'à sa mort un rôle important, toujours à Leipzig.
- Notices d'autorité :   - VIAF
  - GND